# مانوليس باباس
مانوليس باباس هو لاعب كرة قدم يوناني في مركز الوسط، ولد في 1951. لعب مع إثنيكوس.